# ألفرد رولاند
ألفرد رولاند (بالإنجليزية: Alfred Rowland)‏ هو محامي وسياسي أمريكي، ولد في 9 فبراير 1844، وتوفي في 2 أغسطس 1898. حزبياً، نشط في الحزب الديمقراطي. وقد انتخب عضو مجلس نواب كارولينا الشمالية وانتخب عضو مجلس النواب الأمريكي.